# Richardson Viano
Richardson Viano (16 augustus 2002) is een alpine skiër uit Frankrijk die sinds november 2019 deelneemt aan wedstrijden namens Haïti. 
Tijdens de wereldkampioenschappen van 2021 in het Italiaanse Cortina d’Ampezzo werd hij 35e op de reuzenslalom (GS). 
Richardson Viano vertegenwoordigde Haïti op de Olympische Spelen van Beijing in 2022 en was voor dit land de enige deelnemer.